# Björn Reino Olsen
Björn Reino Olsen (* 22. April 1940 in Skien) ist ein norwegisch-amerikanischer Anatom und Molekularbiologe. Er ist vor allem für seine Arbeiten zur Knochenbiologie und zur extrazellulären Matrix bekannt.
Olsen erwarb 1967 an der Universität Oslo einen Doktor der Medizin als Studienabschluss. Hier arbeitete er zunächst am anatomischen Institut und forschte zur Struktur von Kollagen. Ab 1971 arbeitete er als Postdoktorand bei Darwin Prockop an der University of Medicine and Dentistry of New Jersey. 1972 erhielt Olsen eine Anstellung in der Abteilung für Biochemie der Rutgers University, wo er 1976 eine Professur erhielt. 1985 wechselte er als Hersey Professor für Anatomie und Zellbiologie (später nur für Zellbiologie) an die Harvard Medical School. Seit 1996 gehört er zusätzlich zum wissenschaftlichen Personal des Forsyth Institute und hat eine Professur für Entwicklungsbiologie an der Harvard School of Dental Medicine inne, wo er von 2005 bis 2017 Forschungsdekan war.
Björn Reino Olsen befasst sich mit der Morphogenese von Skelett und Gefäßsystem. Er konnte zur Aufklärung zahlreicher Knochen-bezogener Erkrankungen (darunter Cherubismus und kraniometaphysäre Dysplasie) und Stoffwechselwege und Regulationsmechanismen (darunter SH3BP2, ein Bindungsprotein der SH3-Domäne, den Pyrophosphat-Transporter ANK und den VEGF-Rezeptor 2) beitragen.
Olsen ist Autor von mehr als 450 wissenschaftlichen Publikationen. Er gehört zu den Herausgebern folgender Fachzeitschriften: Journal of Cell Biology, Molecular Biology of the Cell, Journal of Biological Chemistry, Bone and Development. Er war leitender Herausgeber von Matrix Biology und Gründer und leitender Herausgeber von Journal of Negative Results in Biomedicine (BioMed Central).
2010 wurde Olsen als Fellow in die American Association for the Advancement of Science gewählt. 2011 erhielt er den Henry Gray/Lippincott Williams Wilkins Scientific Achievement Award, die höchste Auszeichnung der American Association of Anatomists, 2019 den Internationalen König-Faisal-Preis. Olsen erhielt 1995 einen Humboldt-Forschungspreis und ist ausländisches Mitglied der Norwegischen Akademie der Wissenschaften. Olsen hält Ehrendoktorate der Universität Oslo und der University of Medicine and Dentistry of New Jersey.